# Distigmoptera
Distigmoptera is een geslacht van kevers uit de familie bladkevers (Chrysomelidae).
De wetenschappelijke naam van het geslacht werd in 1943 gepubliceerd door Blake.

## Soorten
- Distigmoptera antennata Medvedev, 2004